# Cessna 210

Cessna 210

Le Cessna 210 est un avion monomoteur à aile haute qui a effectué son premier vol en janvier 1957 dont l'originalité, pour l'époque, est de posséder un train escamotable. La cinématique de ce train, du moins sur les premières séries, est particulièrement complexe pour un avion de cette catégorie, les trappes de train se refermant après la sortie du train. La cinématique du train d'atterrissage fut reprise sur le Cessna 177RG dix ans plus tard. Les versions ultérieures du 210 (tel celui de la photo) ont une cinématique simplifiée que l'on retrouve sur les Cessna 172RG et 182RG
Sa puissance selon les modèles est entre 260 et 310 ch et il peut atteindre la vitesse de croisière de 160 kt (295 km/h). Il a un rayon d'action de 850 NM. Le Cessna 210 peut emporter 6 personnes et sa masse maximale au décollage (versions 310ch) est de 1 720 kg. Sa vitesse d'approche est de 80 kt (150 km/h).
À l'été 2012, le pilote suisse Carlo Schmid a effectué un tour du monde en solitaire sur Cessna 210. À 22 ans, il est le plus jeune pilote à avoir accompli un tel vol.